# Lucien Beille
Guillaume-Lucien Beille (1862-1946) fue un farmacéutico, botánico, agrónomo, y profesor francés.

## Biografía
Farmacéutico. Profesor de la Escuela de Medicina y Farmacia de Toulouse. Y profesor Honorario de la Facultad de Medicina de Burdeos. Director de cultivos coloniales y el Jardín Botánico de Burdeos.

## Honores
- 1922: miembro de la Academia de Ciencias coloniales[3]

### Epónimos
- (Euphorbiaceae) Elaeophorbia beillei (A.Chev. & sine ref.) H.Jacobsen[4]

- (Euphorbiaceae) Hymenocardia beillei A.Chev., Hutch. & Dalziel[5]

## Algunas publicaciones
- 1937. Le Café: origine, production, commerce, par L. Beille,... Ed. Bière, 100 pp.

- 1925. Euphoribiacées. Flore générale de L'Indochine. Con François Gagnepain. Ed. Masson

- 1917. Comptabilité simplifiée des substances vénéneuses inscrites au tableau B (loi du 12 juillet 1916, décret du 14 septembre 1916) Ed. impr. de Wetterwald frères, 80 pp.

- 1909. Précis de botanique pharmaceutique. Vol. 2 Bibliothèque de l'étudiant en pharmacie. Ed. A. Maloine, 1.248 pp.

- 1907. Le camphre de feuilles (Las hojas de alcanfor). Con P. Lemaire, Ed. Imp. Gounouillsou, 9 pp.

- 1902. Recherches sur le développement floral des Disciflores. Ed. Faculté des sciences de Paris, 177 pp.

- 1901. Note sur le développement des disciflores. Ed. impr. de L. Declume, 3 pp.

- 1896. Les parasites animaux de la peau humaine. Enciclopedia científica de ayuda memoria. Sección de biólogos. Con William Auguste Dubreuilh. Ed. Masson, 185 pp.

- 1894. Recherches sur les dégénérescences secondaires de la moelle épinière consécutives à des lésions de la substance corticale du cerveau. Ed. Méd.--Bordeaux

- La abreviatura «Beille» se emplea para indicar a Lucien Beille como autoridad en la descripción y clasificación científica de los vegetales.[6]